# یانا هنکه
جانا هنکه (به انگلیسی: Jana Henke) (زادهٔ ۱ اکتبر ۱۹۷۳) شناگر اهل آلمان است.